# あぶない週末
『あぶない週末』（原題：Dutch、別題：Driving Me Crazy）は、1991年のアメリカ合衆国のコメディ映画。ジョン・ヒューズが脚本と製作を務めたロードムービー作品。出演はイーサン・ランドールやエド・オニールなど。

## キャスト
※括弧内は日本語吹替（VHS収録）
- ダッチ・ドゥーリー：エド・オニール（大塚明夫）
- ドイル・スタンディッシュ：イーサン・ランドール（田中真弓）
- ナタリー・スタンディッシュ：ジョベス・ウィリアムズ（藤木聖子）
- リード・スタンディッシュ：クリストファー・マクドナルド（小川真司）
- ヘイリー：E・G・デイリー
- ブロック：アリ・マイヤーズ
- グリッツィ：キャスリーン・フリーマン

## スタッフ
- 監督：ピーター・フェイマン
- 製作：ジョン・ヒューズ、リチャード・ヴァン
- 製作総指揮：タークィン・ゴッチ
- 脚本：ジョン・ヒューズ
- 撮影：チャールズ・ミンスキー
- 音楽：アラン・シルヴェストリ
- 日本語版翻訳：森沢麻里